# Parabathymyrus macrophthalmus
Parabathymyrus macrophthalmus és una espècie de peix pertanyent a la família dels còngrids.

## Descripció
- Pot arribar a fer 47 cm de llargària màxima.[2][3]

## Hàbitat
És un peix marí, demersal i de clima tropical.

## Distribució geogràfica
Es troba des del Japó (prefectures de Kōchi i Tokushima) fins a Taiwan, el mar de la Xina Meridional i Indonèsia.

## Observacions
És inofensiu per als humans.